# Рейд на Энтеббе
«Рейд на Энтеббе» (англ. Raid On Entebbe; 1977) — телефильм Ирвина Кершнера.

## Сюжет
Сюжет фильма основан на реальных событиях, известных под названием «Операция Энтеббе». Палестинские террористы захватывают самолёт компании «Эйр Франс». Президент Уганды Иди Амин принимает самолёт у себя в стране, обещая заложникам освобождение, но ничего не делает. Израильское правительство решает направить в Уганду спецназ для освобождения заложников, размещённых на территории аэропорта Энтеббе в угандийской столице.

## В ролях
- Питер Финч — Ицхак Рабин
- Мартин Болсам — Даниэль Купер
- Хорст Буххольц — Уилфред Бёзе[англ.]
- Тайг Эндрюс — Шимон Перес
- Джон Сэксон — генерал-майор Бенни Пелед
- Джек Уорден — генерал-лейтенант Мордехай Гур
- Яфет Котто — Иди Амин
- Чарльз Бронсон — бригадный генерал Дан Шомрон
- Стефен Махт — подполковник Йонатан Нетаньяху
- Джеймс Вудс — капитан Сэмми Берг
- Эдди Константин — капитан Мишель Беко
- Дина Мэнофф — Рэйчел Сейджер
- Дэвид Опатошу[англ.] — Менахем Бегин
- Сильвия Сидни — Дора Блох[англ.]
- Роберт Лоджа — Игаль Алон